# 가스테란투스 익스팅크투스
가스테란투스 익스팅크투스(학명: Gasteranthus extinctus)는 게스네이라과의 한 식물 종이며, 에콰도르 고유종이다. 자연 서식지는 아열대 또는 열대의 습한 산지 숲이다.

## 특징
2022년 4월 15일, 이 식물은 마지막으로 목격된지 거의 40년 만에 남미의 안데스산맥 기슭과 에콰도르 센티넬라 지역의 숲에서 재발견되었다.

## 같이 보기
- 센티넬라 멸종
- 울레미소나무